# Open Your Eyes (Goldfinger)
Open Your Eyes è il quarto album di studio del gruppo pop punk/ska punk statunitense Goldfinger, pubblicato il 7 maggio 2002 da Mojo Records.

## Tracce
1. Going Home – 1:36
2. Spokesman (feat. Bert McCracken) – 2:33
3. Open Your Eyes (feat. Bert McCracken) – 2:47
4. Decision – 2:51
5. Dad – 3:00
6. Tell Me – 2:14
7. Liar – 0:20
8. January (feat. Benji Madden) – 3:42
9. Happy – 2:42
10. Woodchuck (feat. Bert McCracken) – 0:51
11. It's Your Life – 2:24
12. Spank Bank – 1:20
13. Youth – 2:29
14. Radio – 3:24
15. FTN – 2:01

## Formazione[2]
- John Feldmann - voce, chitarra, tastiere, produttore, missaggio, ingegneria del suono, note
- Charlie Paulson - chitarra
- Brian Arthur - chitarra, voce d'accompagnamento
- Kelly LeMieux - basso, voce d'accompagnamento, produttore
- Darrin Pfeiffer - batteria, chitarra acustica, voce d'accompagnamento

### Crediti[2]
- Slamm Andrews - assistente ingegnere del suono
- Mark Blewett - assistente ingegnere del suono
- TJ Lindgren - assistente ingegneria del suono
- Ryan Bakerink - fotografia
- Greg "Frosty" Smith - fotografia
- Ralf Strathmann - fotografia
- Benjamin Wolf - fotografia
- Elisa Garcia - collage, design
- Joe Gastwirt - mastering
- Tim Palmer - missaggio

## Classifiche[3]
| Classifica        | Posizione |
| ----------------- | --------- |
| USA Billboard 200 | 136       |

## Singoli[4]
| Singolo        | Classifica         | Posizione |
| -------------- | ------------------ | --------- |
| Open Your Eyes | Modern Rock Tracks | 37        |